# Котлівка (Підляське воєводство)
Котлівка (пол. Kotłówka) — село в Польщі, у гміні Нарва Гайнівського повіту Підляського воєводства. Населення — 50 осіб (2011). Розташоване на українсько-білоруській мовній межі.

## Назва
Назва походить від слів «котел», «котловина» (заглиблення в землі).

## Історія
Вперше згадується в XVIII столітті.

## Демографія
Демографічна структура станом на 31 березня 2011 року:
|          | Загалом | Допрацездатний вік | Працездатний вік | Постпрацездатний вік |
| -------- | ------- | ------------------ | ---------------- | -------------------- |
| Чоловіки | 21      | 2                  | 16               | 3                    |
| Жінки    | 29      | 3                  | 12               | 14                   |
| Разом    | 50      | 5                  | 28               | 17                   |